# Las Lolas
Las Lolas es un dúo musical ecuatoriano, conformado por las gemelas María Fernanda y María Dolores Guevara, consideradas el primer grupo pop femenino de su país tras su aparición en el año 1999. Su nombre proviene del hecho que, al ser hermanas y además gemelas, sus amigos las llamaban a las dos y en plural por el sobrenombre de María Dolores, pues en Latinoamérica y España a las mujeres que llevan por nombre Dolores suelen llamarlas "Lola".

## Historia
Nacidas en la ciudad de Quito en el año 1976, las gemelas María Fernanda y María Dolores Guevara demostraron interés por las artes musicales desde muy temprana edad, dedicándose a desarrollar las habilidades vocales por las que serían reconocidas en el futuro. Como ellas mismas señalan, preferían tomar clases de piano, danza o canto en lugar de jugar o asistir a campamentos de verano como otros niños. Según cuenta su padre Eduardo Guevara, María Dolores fue quien dio los primeros pasos de este dúo, pues un día a sus 12 años de edad decidió participar en un acto del Colegio en el que estudiaba (Las Mercedarias), y lo dejó gratamente sorprendido escuchar a su hija cantar en público por primera vez; más tarde volvería a verla en el escenario junto a su hermana María Fernanda, y supo que algo interesante sucedería con ellas.
Desde aquel momento, y con el apoyo de su familia, las gemelas comenzaron a participar en todas las actuaciones escolares que podían, dándose a conocer entre los adolescentes de la capital ecuatoriana. Para mejorar su talento vocal nato, María Fernanda y María Dolores tomaron clases particulares de canto durante algún tiempo más, antes de decidir lanzarse al mundo de la música profesional.
Fue después, en la universidad mientras las gemelas cursaban sus estudios, cuando empezaron a integrarse en varias bandas de música que las dio a conocer rápidamente entre el público local de la ciudad de Quito.

### Las Lolas
Su primer sencillo, titulado "Quiero pensar", lo grabaron bajo la producción de Felipe Jácome,  además de líder y vocalista de una de las bandas de pop-rock más conocidas del Ecuador, Tercer Mundo. Jácome las apoyó desde el inicio del proyecto pues las había escuchado muchas veces, había visto la respuesta del público, y estaba seguro de que eran una fórmula de éxito y por ello no dudó en producirles su primera propuesta musical.
Más adelante, a fines del año 99, con el apoyo de Christian Valencia, reconocido productor del medio ecuatoriano, Las Lolas lograron entrar en las radios ecuatorianas con su tema "¿Qué Debo Hacer?", compuesto por Sergio Sacoto, vocalista de la banda Cruks en karnak. La sentida letra de esta balada, unido a las poderosas voces de las mellizas, catapultaron al single al primer lugar de los charts nacionales.
De esta primera producción, lanzada oficialmente el 12 de julio de 2000, y compuesta de un total de trece temas, se desperendieron otros éxitos como "Quiero pensar" y "Atrápame", que también llegaron a ocupar importantes lugares en las carteleras ecuatorianas de éxitos. Logrando consagrarse, a finales del 2000, como artista revelación, mejor artista femenina y mejor grupo o dúo en varios premios a lo largo y ancho del país.
En el 2001 la empresa que las representaba logró hacer un convenio con promotores centroamericanos que posicionaron al dúo en las primeros lugares de las radios de Panamá y Costa Rica. En noviembre del mismo año comparten el escenario en el tour "Girados" de Miguel Bosé y Ana Torroja en el Coliseo General Rumiñahui, donde su gran actuación fue gratamente comentada por los principales diarios a nivel nacional.

### Dos
Se dedicaron entonces a la producción de su segundo material, al que llamaron simplemente Dos, el mismo que salió al mercado a inicios del 2002. Esta vez Fer y Lola participaron con temas producidos por ellas, pero además contaron nuevamente con la colaboración de Christian Valencia y Sergio Sacoto. El disco se grabó en Quito y se mezcló y masterizó en la ciudad de Miami,
La promoción del disco se pospuso un par de meses para que las chicas pudiesen terminar sus carreras universitarias, María Fernanda se recibió de psicóloga industrial y Lola de ingeniera comercial, ambas en la Universidad Católica de Quito. Una vez con sus títulos, Las Lolas iniciaron de manera arrolladora la promoción de su segundo material con el sencillo "Me Haces Tanta Falta", una balada que repetía la exitosa fórmula de melodía suave, letra llena de sentimiento y voces poderosas de "¿Qué Debo Hacer?". El tema se posicionó rápidamente de los primeros lugares de las listas de todo el Ecuador, demostrando así que Las Lolas se habían convertido en una de las bandas femeninas más representativas del país.
De Dos, se desprenden además otros temas que también llegaron a posicionar muy bien en los charts, entre ellos: "Regresa a mi" y "La Noche Se Va".

### Una pausa en su carrera musical
Las Lolas deciden hacer una pausa a finales de 2006, aunque no lo hicieron oficialmente sino hasta el matrimonio de María Fernanda con un ecuatoriano en julio de 2006 y su traslado por motivos laborales a Libia. Antes de su momentánea separación, el dueto participó también en producciones junto con otros artistas. En el 2004, el Municipio de Quito presentó el tema pop "Tierra de Luz", en homenaje a la ciudad; en el que intervinieron Las Lolas y los intérpretes Francisco Terán, Ricardo Williams, Ricardo Perotti, Juan Fernando Velasco y  Tercer Mundo.
Durante esta separación, Lola incursionó en el campo de la actuación, representando un papel especial durante gran parte de la tercera temporada de la serie cómica Las Zuquillo, de Ecuavisa. También participó en proyectos de teatro musical tales como "Barrios Rebeldes" y el exitoso musical "Enredos, entre dos" de Christian A. Valencia; haciendo elenco con Alexandra Cabanilla, Jasú Montero (Kandela y Son), María José Blum (ex Kiruba) y Silvio Villagómez (Enchufe TV). Ha participado también en el elenco de otras obras dirigidas por Valencia tales como "Hermanastras" y "El Amor es un Cabaret" acompañada por Carolina Sabino, Karla Kanora y Monserrat Astudillo, que tuvo gran éxito en taquilla con varios sold outs en el Teatro San Gabriel de la ciudad de Quito.

### Reencuentro
Desde 2012 Las Lolas recibían varias invitaciones para presentar shows en vivo, por lo que el dúo femenino se reunía esporádicamente para cumplir con estos compromisos. En 2013 lanzaron el sencillo promocional "Regresa a mí", que contó con un video musical. En 2017 lanzaron una versión del bolero "Con los años que me quedan" junto al prestigioso grupo ecuatoriano El Trío Valentino, que fue producida por Damiano en colaboración del maestro Luis Pantoja; ese mismo año participaron en un especial acústico del programa Autores en vivo, cantando sus más grandes éxitos. 
El 7 de mayo de 2019 presentaron el sencillo "Besos"  (Lola Guevara/Sergio Sacoto), un bolero-fusión producido por Sergio Sacoto, que cuenta además con un video musical dirigido por Tito Molino y Simón Brauer.
En el 2020, justo antes del inicio de la pandemia del covid 19, Las Lolas lanzan un nuevo sencillo con el que muestran una faceta diferente de su propuesta musical, es así como su cumbia "Vete" (Christian Valencia) da un mensaje potente en contra de la violencia de género y lo hace a través de un extraordinario video musical producido y dirigido por Xavo Barona con la colaboración especial del artista plástico Lizardo Carrasco (@donnadie.me / @liscarrascoo) y la talentosa maquilladora Yeka Chávez (@ykmakeupec), en el que se hace un homenaje a las mujeres que marcaron la historia a través de una representación visual muy potente.
En el 2021, Las Lolas participan de un programa de incentivos del Ministerio de Cultura, gracias al que se realiza el rodaje de: Las Lolas en Vivo "LLV", un show íntimo en el que Las Lolas nos muestran un recorrido musical de su carrera artística, con sus mejores canciones y del que se desprenden sencillos como "Daría", "Qué hago yo?"  y "Sí, eres tú" de autora de Lola Guevara, en los que colaboran importantes artistas y colegas ecuatorianos como Pamela Cortés, Israel Brito y Sergio Sacoto.

## Discografía

### Como Las Lolas
- 2000: Las Lolas
- 2003: Dos
- 2019: E/P

### Colaboraciones
- 2004: Tierra de Luz (con Francisco Terán, Ricardo Williams, Ricardo Perotti, Juan Fernando Velasco y  Tercer Mundo)

## Videografía
| Año  | Videoclips                                           | Álbum                |
| 1999 | Quiero Pensar                                        | Las Lolas            |
| 2000 | Qué debo hacer?                                      | Las Lolas            |
| 2002 | Me Haces Tanta Falta                                 | Dos                  |
| 2002 | Esta Soledad                                         | Dos                  |
| 2003 | La Noche Se Va                                       | Dos                  |
| 2004 | Tierra de Luz                                        | Tierra de Luz        |
| 2006 | Luna Llena                                           | Sencillo promocional |
| 2013 | Regresa a mí                                         | Sencillo promocional |
| 2017 | Con los años que me quedan (feat. El Trío Valentino) | Sencillo promocional |
| 2019 | Besos                                                | E/P                  |

| 2020
| Vete
| E/P
|}
| 2024
| Las Lolas Live
| E/P
|}